# Tavey
Tavey ist eine Commune déléguée in der französischen Gemeinde Héricourt mit 507 Einwohnern (Stand 1. Januar 2022) Département Haute-Saône in der Region Bourgogne-Franche-Comté.

## Geographie
Tavey liegt auf einer Höhe von 343 m über dem Meeresspiegel, zwei Kilometer südwestlich von Héricourt und etwa acht Kilometer nordwestlich der Stadt Montbéliard (Luftlinie). Das Dorf erstreckt sich im Westen der Burgundischen Pforte, in einer Nische am Südwestrand des Beckens von Héricourt, das von der Lizaine durchflossen wird.
Die Fläche der 2,96 km² großen Commune déléguée umfasst einen Abschnitt im Bereich der Burgundischen Pforte. Der besiedelte Teil des Gebietes wird vom Becken von Héricourt eingenommen, das auf durchschnittlich 340 m liegt. Entwässert wird das Gebiet durch den Dorfbach zum Ruisseau de l’Étang und durch den Ruisseau des Épenottes direkt zur Lizaine. Nach Südwesten leitet eine 50 bis 80 m hohe Geländestufe zu den angrenzenden Hochplateaus über, die aus Kalkgestein der oberen Jurazeit aufgebaut sind. Sie werden teils landwirtschaftlich genutzt, zeigen aber auch größere Waldflächen. Mit 448 m wird am Rand des Grand Bois die höchste Erhebung von Tavey erreicht.
Nachbargemeinden von Tavey waren Héricourt im Norden, Vyans-le-Val im Osten, Laire im Süden sowie Verlans im Westen.

## Geschichte
Das Dorf Tavey bildete im Mittelalter eine Herrschaft, die der Abtei Lure unterstellt war. Im Lauf der Zeit führte der Besitz von Tavey mehrmals zu Auseinandersetzungen zwischen den Grafen von Montbéliard, Thiébaud de Neuchâtel und dem Vogt von Héricourt. Nachdem die Reformation um 1565 eingeführt wurde, diente die Kirche während längerer Zeit beiden Glaubensrichtungen als Gotteshaus. Mit der Annexion der Grafschaft Württemberg-Mömpelgard (Montbéliard) gelangte Tavey 1793 endgültig in französische Hand. Von 2001 bis zu ihrer Auflösung 2019 war Tavey Mitglied des 20 Gemeinden umfassenden Gemeindeverbandes Pays d’Héricourt.
Die Gemeinde Tavey wurde am 1. Januar 2019 mit Héricourt zur Commune nouvelle Héricourt zusammengeschlossen. Sie hat seither den Status einer Commune déléguée.

## Sehenswürdigkeiten
Die heutige lutherische Kirche geht ursprünglich auf einen romanischen Bau zurück, von dem Teile im Chor erhalten sind; der Rest wurde 1760 neu erbaut. Die Kirchengemeinde gehört mit elf weiteren zum lutherischen Pfarrverbund Le Mont Vaudois. Aus dem 20. Jahrhundert stammt die katholische Kirche. Ein steinernes Kreuz datiert von 1792. Im Ortskern sind verschiedene Häuser aus dem 17. und 18. Jahrhundert im charakteristischen Stil der Franche-Comté erhalten.
Die römisch-katholische Kirche St-Germain wurde 1910 errichtet, im Jahr 2015 profaniert und danach umgebaut.

Kirchen in Tavey
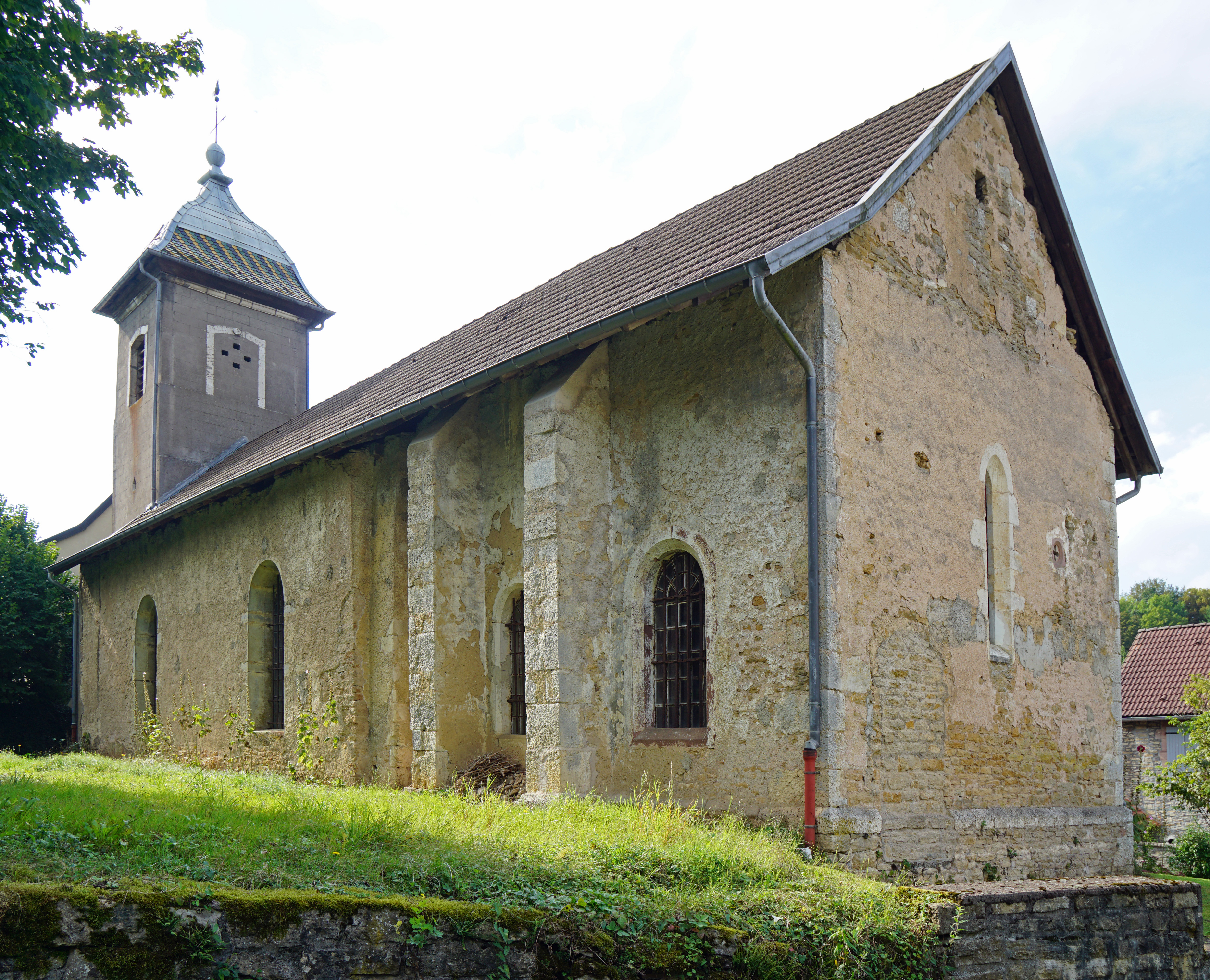
(protestantische) Lutherische Kirche
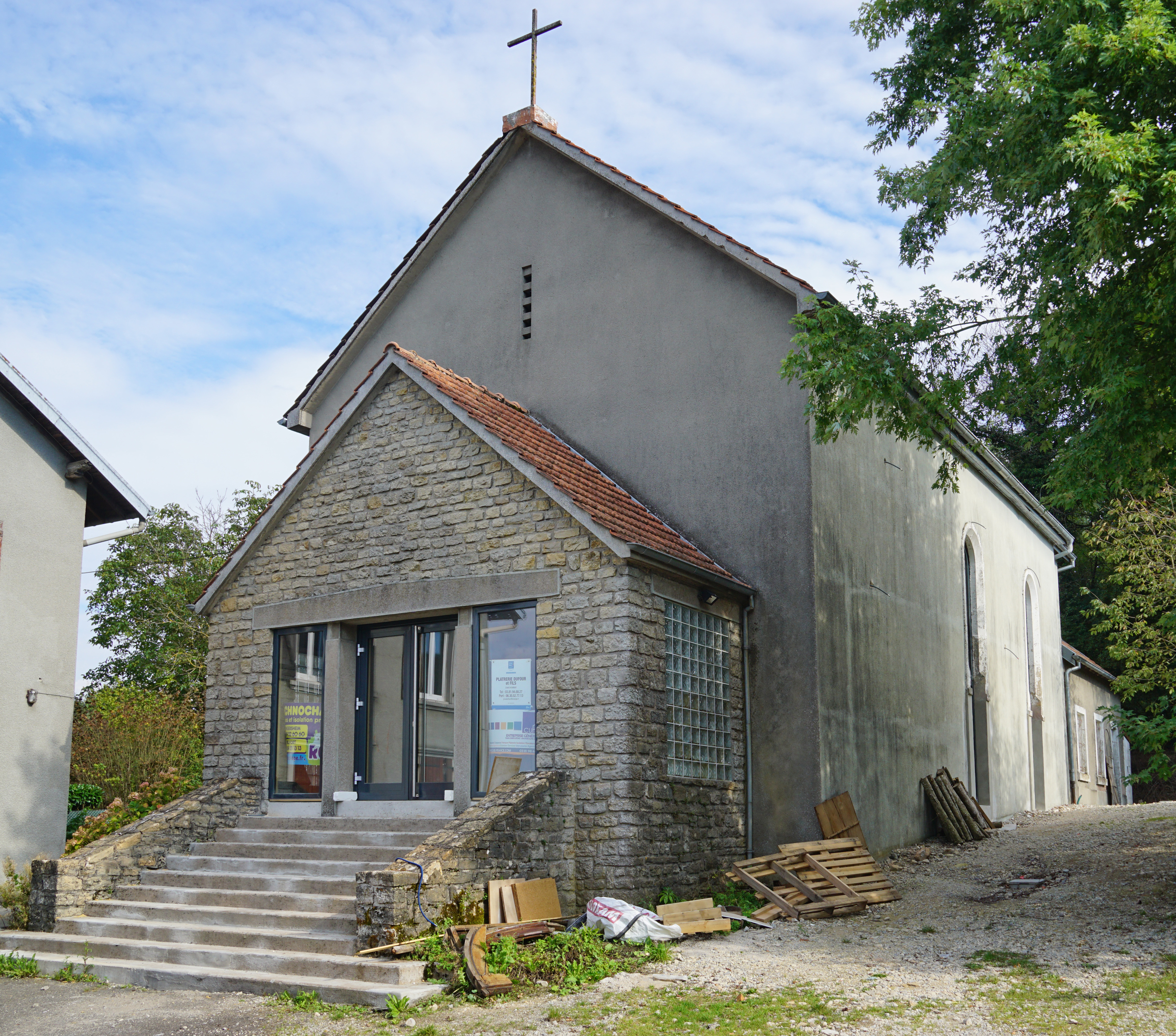
Ehemalige katholische Kirche St. Germanus während des Umbaus

## Bevölkerung
| Bevölkerungsentwicklung | Bevölkerungsentwicklung |
| Jahr                    | Einwohner               |
| ----------------------- | ----------------------- |
| 1962                    | 215                     |
| 1968                    | 250                     |
| 1975                    | 275                     |
| 1982                    | 360                     |
| 1990                    | 337                     |
| 1999                    | 330                     |
| 2007                    | 403                     |
| 2017                    | 498                     |

Mit 507 Einwohnern (Stand 1. Januar 2022) gehörte Tavey zu den kleinen Gemeinden des Départements Haute-Saône. Nachdem die Einwohnerzahl in der ersten Hälfte des 20. Jahrhunderts abgenommen hatte (1911 wurden noch 275 Personen gezählt), wurde während der 1960 und 70er Jahre wieder ein kräftiges Bevölkerungswachstum verzeichnet. Nach einer vorübergehenden Stagnation erfolgte seit 2000 ein erneuter Anstieg.

## Wirtschaft und Infrastruktur
Tavey war bis weit ins 20. Jahrhundert hinein ein vorwiegend durch die Landwirtschaft (Ackerbau, Obstbau und Viehzucht) und die Forstwirtschaft geprägtes Dorf. Daneben gibt es heute einige Betriebe des lokalen Kleingewerbes. Mittlerweile hat sich das Dorf auch zu einer Wohngemeinde gewandelt. Viele Erwerbstätige sind deshalb Wegpendler, die in Héricourt und in den Agglomerationen Montbéliard und Belfort ihrer Arbeit nachgehen.
Die Ortschaft ist verkehrstechnisch gut erschlossen. Sie liegt an der Hauptstraße N83, die von Belfort nach L’Isle-sur-le-Doubs führt. Der nächste Anschluss an die Autobahn A36 befindet sich in einer Entfernung von ungefähr 13 Kilometern. Weitere Straßenverbindungen bestehen mit Laire und Byans.